# Mark Kamins
Mark Kamins est un DJ américain, né le 13 avril 1955 à New York et mort le 14 février 2013 à Guadalajara (Mexique).

## Biographie
Mark Kamins naît à Manhattan dans une famille d'amateurs de jazz. Il poursuit des études de cinéma à Ithaca College (en). À la fin des années 1970, il est DJ dans des clubs de New York comme le Tracks et la Danceteria (en). Il souhaite se lancer dans la réalisation musicale. Kamins travaille également en tant que consultant A&R pour Island Records. Il produit un album de la chanteuse Delores Hall (en), puis effectue un remix sur Big Business, un EP 3-titres de David Byrne,.
À la Danceteria, le DJ rencontre Madonna, qui est alors une chanteuse débutante. Elle lui confie une maquette qu'il présente à Chris Blackwell, mais le fondateur d'Island Records ne donne pas suite. Kamins apporte alors la cassette à Michael Rosenblatt, qui travaille pour Sire Records. Seymour Stein, le fondateur du label, est hospitalisé à la suite d'une opération. Il demande malgré tout à rencontrer Kamins et la chanteuse, et offre un contrat à cette dernière. Kamins produit son premier single, Everybody, édité par Sire en 1982,.
Kamins travaille en étroite collaboration avec l'artiste controversée Karen Finley (en) et produit deux de ses titres, Tales of Taboo et Lick It, devenus des succès dans le monde dance. Il réalise d'autres projets avec Tommy Page, Ofra Haza, les Beastie Boys, Sinéad O'Connor, ou encore UB40.